# Cis striatopunctatus
Cis striatopunctatus is een keversoort uit de familie houtzwamkevers (Ciidae). De wetenschappelijke naam van de soort werd in 1872 gepubliceerd door Edouard Steinheil.